# Chênedouit
Chênedouit era una comuna francesa situada en el departamento de Orne, de la región de Normandía, que el 1 de enero de 2016 pasó a ser una comuna delegada de la comuna nueva de Putanges-le-Lac al fusionarse con las comunas de La Forêt-Auvray, La Fresnaye-au-Sauvage, Les Rotours, Ménil-Jean, Putanges-Pont-Écrepin, Rabodanges, Saint-Aubert-sur-Orne y Sainte-Croix-sur-Orne.

## Demografía
| Gráfica de evolución demográfica de Chênedouit entre 1800 y 2013 |
|                                                                  |

Los datos demográficos contemplados en este gráfico de la comuna de Chênedouit se han cogido de 1800 a 1999 de la página francesa EHESS/Cassini, y los demás datos de la página del INSEE.